# Ilhéu de Ferro
O Ilhéu de Ferro é um ilhéu português a noroeste da ilha do Porto Santo, na Região Autónoma da Madeira, do qual dista mais de 420 m. O ponto mais alto mede 115 m. É um ilhéu rochoso, de arriba alta, terminada por um planalto, com uma área de 25,8 hectares, cobertos por arbustos e flora costeira da Macaronésia, razão pela qual se encontra protegido pelo PDM, pela Rede Natura 2000 e é, ainda, parte integrante do Parque Natural da Madeira.
Este ilhéu pode ser avistado através do miradouro na Ponta da Canaveira, na ilha do Porto Santo. Neste ilhéu existe o Farol do Ilhéu de Ferro.